# Ibercaja
Ibercaja Banco S.A., conocido por su nombre comercial Ibercaja, es un banco español con sede en Zaragoza fundado en 2011 por la Caja de Ahorros y Monte de Piedad de Zaragoza, Aragón y Rioja (Ibercaja) para realizar de modo indirecto el ejercicio de su actividad financiera.
A 31 de diciembre de 2024, los activos de Ibercaja eran de 53.141 millones de euros, siendo la décima entidad financiera española por volumen. Esa misma fecha contaba con 892 oficinas y 5.125 empleados.

## Historia

### Nacimiento de Ibercaja Banco
El 26 de julio de 2011, la Asamblea de la Caja de Ahorros y Monte de Piedad de Zaragoza, Aragón y Rioja aprobó la creación de Ibercaja Banco y el traspaso de la actividad financiera a esta nueva figura, a través de la cual la desarrollaría indirectamente.
El 1 de octubre de 2011, se segregaron en Ibercaja Banco, S.A.U. (más tarde, Ibercaja Banco, S.A.) todos los activos y pasivos financieros de la caja de ahorros y comenzó a funcionar el banco. La caja se convirtió en la accionista del 100% del banco, cuyos dividendos revertirían en la obra social de aquella.

### Integración de Caja3 e intento de fusión con Liberbank
El 1 de marzo de 2012, Ibercaja Banco anunció su fusión con Caja3 (SIP formado por Caja Inmaculada (CAI), Caja Círculo y Caja de Badajoz).
El 29 de mayo de 2012, aprobó su fusión con Caja3 y Liberbank. De esta forma nacería la séptima entidad financiera española. Sin embargo, dicha fusión se canceló en octubre de 2012 como resultado del test de estrés de Oliver Wyman y las exigencias de capital que Liberbank mostraba en los escenarios de dicho documento.
El 29 de noviembre de 2012, los consejos de administración de Ibercaja Banco y Caja3 acordaron la integración de ambas entidades mediante un proceso de adquisición de Caja3 por Ibercaja Banco. Se acordó que el nombre de la entidad sería el de la adquirente, Ibercaja Banco, y el domicilio social estaría en Zaragoza.
El 23 de mayo de 2013, Ibercaja Banco y Caja3 firmaron su acuerdo de integración, consistente en un proceso de canje de acciones y posterior fusión por absorción de Caja3 por Ibercaja Banco, una vez que se hubiera culminado la gestión de instrumentos financieros híbridos por parte de Caja3 y se hubieran obtenido las autorizaciones correspondientes.
El 25 de julio de 2013, Ibercaja Banco adquirió el 100% de Caja3 arrancando así la segunda fase de la integración en la que convivieron transitoriamente las dos entidades. Ibercaja Banco quedó participado en un 87,8% por la caja de ahorros fundadora y en un 12,2% por las tres cajas accionistas de Caja3 (Caja Inmaculada (CAI), Caja de Badajoz y Caja Círculo). Tras ello, la imagen corporativa del grupo Ibercaja se añadió a las oficinas de estas últimas entidades. Varios años más tarde, se unificó la imagen de todas las oficinas con la marca "Ibercaja".
La integración culminó el 1 de octubre de 2014 con la fusión por absorción de Caja3 por Ibercaja Banco. Entre los días 18 y 19 de octubre de 2014 se culminó la integración tecnológica.
En diciembre de 2016, la entidad obtuvo el visto bueno del Banco Central Europeo (BCE) para adelantar el segundo pago de las ayudas públicas recibidas por Caja3 en forma de obligaciones contingentemente convertibles (los denominados CoCos), que se elevaba a 163 millones de euros y cuya materialización estaba prevista en marzo de 2017. En marzo de 2016, ya había devuelto 20 millones de euros de los CoCos emitidos en 2013 por Caja3.
El 24 de febrero de 2017, Amado Franco renunció a la presidencia de la entidad así como a su cargo de consejero por motivos personales. Tras ello, el Consejo de Administración acordó nombrar a José Luis Aguirre Loaso, como presidente no ejecutivo.
En marzo de 2017, la entidad obtuvo la autorización del Banco Central Europeo (BCE) para proceder a la amortización anticipada de 223,6 millones de euros de las obligaciones contingentemente convertibles ('CoCos') emitidas por Caja3 en 2013, cuya materialización estaba prevista para diciembre de 2017. Con dicho reembolso anticipado, la entidad reintegraría en su totalidad las ayudas públicas recibidas por Caja3, que fueron de 407 millones de euros.

### Nueva etapa
El 30 de marzo de 2022, Francisco Serrano relevó a José Luis Aguirre en el cargo de presidente de la entidad.

## Accionariado
A 31 de diciembre de 2024, los accionistas de Ibercaja Banco eran:
| Accionista                | Participación |
| ------------------------- | ------------- |
| Fundación Ibercaja        | 88,04%        |
| Fundación Caja Inmaculada | 4,73%         |
| Fundación CB              | 3,90%         |
| Fundación Círculo Burgos  | 3,33%         |

## Red de oficinas
A 31 de diciembre de 2024, Ibercaja Banco contaba con 892 oficinas así como con 5.125 empleados.